# Pepi, Luci, Bom y otras chicas del montón
Pepi, Luci, Bom y otras chicas del montón är en film från 1980 och är den spanske regissören Pedro Almodóvars genombrottsfilm.

## Om filmen
Den gjordes med en väldigt liten budget och av en stab frivilliga som filmade på helgerna. Manuskriptet bygger på Almodóvars fotoserie General Erections som dessförinnan publicerats av serietidningen El Víbora. Pepi, Luci, Bom... består av en följd löst sammanhängande småhistorier, istället för en enda intrig som löper filmen genom.
Filmandet drabbades av ständiga ekonomiska och tekniska problem, men Almodóvar minns ändå skapandet av filmen med en stor portion ömhet: Pepi, Luci, Bom är en film full av fel. När en film bara har ett eller två fel, betraktas den som ofullständig, men när de tekniska felen finns i överflöd, kallas det stil. Jag brukade skoja på det viset när jag gjorde reklam för filmen, men jag tror faktiskt att det var ganska nära sanningen.".
Filmen fångade tidens anda, framför allt en känsla av kulturell och sexuell frigjordhet, och etablerade Almodóvar som spansk films agent provocateur. Filmen blev en kultfilm, den innehöll en massa kitsch, hade en campy stil, upprörande humor och detaljerade sexscener (bland annat en berömd golden shower-scen mitt under en stickningslektion). Den visades i undergroundkretsar och gick även som sena föreställningen under fyra år på biografen Alphaville Theater i Madrid, vilket gav Almodóvar pengar för att göra andra långfilm.